# Tecamachalco (Messico)
Tecamachalco è una municipalità dello stato di Puebla, nel Messico centrale, il cui capoluogo è la località omonima.
Conta 71.571 abitanti (2010) e ha una estensione di 180,22 km². 	 	
Il significato del nome della località in lingua nahuatl è tra le mascelle delle colline.